# 瑞士六人案
瑞士六人案（西班牙語：Las seis de La Suiza）是西班牙的一起司法案件，在该案件中，六名CNT工会成员因发起针对希洪市“瑞士”（La Suiza）糕点店的抗议活动而被定罪，该抗议活动旨在声援一名举报工作场所虐待行为的怀孕女工。
这场冲突一开始是2017年的一场工会行动，随后演变为一起刑事诉讼，最高法院最终于2024年做出了有罪裁定并判处监禁。
该事件引发了一场关于工会行动的边界、劳动抗议的刑事化，以及司法机关在雇主与工人组织之间的冲突中应当扮演何种角色的公共讨论。

## 背景
2017年，阿斯图里亚斯希洪市的“瑞士”糕点店的一名怀孕女员工指控店老板在工作场所对其进行性骚扰，而店老板则以虚假指控为由对女员工提起诉讼，两起诉讼均被驳回。此前，该店老板曾因一起争执而起诉该女员工的伴侣。
困境之中，女员工向CNT寻求帮助。该组织试图在双方之间进行调解，最终在店铺外发起了一场抗议活动并分发传单。抗议集会持续进行，直至该店铺永久停业——而该店铺已在房地产网站上挂牌出售，且挂牌时间至少比冲突爆发早一年。